# Nesso
Nesso es una localidad y comune italiana de la provincia de Como, región de Lombardía.  
Nesso limita con los siguientes municipios: Argegno, Brienno, Caglio, Faggeto, Lario, Laglio, Lezzeno, Pognana Lario, Sormano, Veleso, Zelbio. 
El pueblo se extiende desde la orilla del lago, luego sube a la montaña en dirección a Piano del Tivano.  
El territorio es rico en cursos de agua. Los dos arroyos más importantes son Nosée y Tuf, que fluyen juntos para formar una espectacular cascada dentro del desfiladero de Nesso. 
. 

## Evolución demográfica
| Gráfica de evolución demográfica de Nesso entre 1861 y 2001 |
|                                                             |
| Fuente ISTAT - elaboración gráfica de Wikipedia             |